# Peter Möhlmann
Peter Möhlmann (Apeldoorn, 29 september 1982) is een Nederlands wielrenner en gangmaker.
Mohlmann is afkomstig uit een wielerfamilie. Zijn vader Gerrit Mohlmann en zijn moeder Anne Riemersma waren ook actief als wielrenners. Zijn jongere zusje Pleuni Mohlmann won zilver bij het WK op de weg in 2001. Mohlmann zelf begon als sporter met voetbal en honkbal en begon nadien pas met wielrennen. Tijdens zijn carrière heeft hij diverse gezondheidsproblemen gehad die hem tijdelijk belemmerde om aan wedstrijden deel te nemen. Door de ziekte van Pfeiffer gingen de jaren 2001 en 2002 goeddeels verloren. Zijn comeback aan de top maakte hij in Olympia's tour 2004, met meerdere ereplaatsen in de etappes (waaronder twee overwinningen) en een 13e plaats in het eindklassement. Verder behaalde hij een derde plaats in de vierde etappe van de GP Tell (2003) en een tweede plaats in de zesde etappe van de Ronde van Normandië (2005) en in de eerste etappe van de Flèche du Sud (2006)
In 2022 won hij als gangmaker twee keer goud op het NK Derny met Philip Heijnen bij de mannen en Maike van der Duin bij de vrouwen.

## Belangrijkste overwinningen
1998
- 1e in Nederlands kampioenschap wielrennen op de weg voor nieuwelingen

2000
- Heuvelland Tweedaagse
- Omloop Het Nieuwsblad (Junioren)

2003
- 5e etappe Tour du Loir-Et-Cher
- 3e etappe Ronde van Midden-Brabant

2004
- 7e etappe Ronde van Slovenië
- 7e en 8e etappe Olympia's Tour
- Omloop Schokland

2005
- Ster van Zwolle

2006
- Ronde van Overijssel

## Grote rondes
Geen